# Bella Unión
Bella Unión es una ciudad uruguaya ubicada en el departamento de Artigas. Recibe ese nombre dado que se encuentra en la unión del río Cuareím con el río Uruguay, en la frontera de Uruguay con Brasil y Argentina, formando un trifinio o triple frontera.

## Ubicación
Bella Unión se sitúa en la zona noroeste del departamento de Artigas, junto a la confluencia de los ríos Uruguay y Cuareim, frente a la ciudad argentina de Monte Caseros, de la cual la separa el río Uruguay, y muy próxima a la ciudad brasilera de Barra do Quaraí. Esta zona es particular por ser una triple frontera. La ciudad se encuentra localizada además junto a la ruta 3, y junto a la estación de trenes de igual nombre, de la antigua línea Baltasar Brum-Bella Unión. 
Dista 25 km de Tomás Gomensoro, 63 km de Baltasar Brum, 135 km de la ciudad de Artigas y 625 km de Montevideo.

## Historia

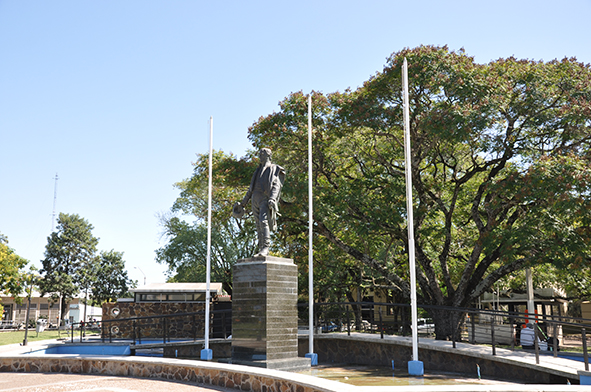
Monumento a José Gervasio Artigas

El territorio en la época prehispánica estuvo habitado por los charrúas, bohanes y minuanes, mientras que las islas y costas ribereñas estuvieron colonizadas por los guaraníes.
En 1694 los yapeyuanos fundaron la estancia de San Joseph del Cuareim, pero los ataques de los bandeirantes dificultaron su desarrollo.

Con el nombre de Santa Rosa del Cuareim fue fundada tras la Guerra del Brasil en 1829 por Fructuoso Rivera y los guaraníes refugiados de las Misiones Orientales que lo acompañaban. 
En 1852, finalizada la Guerra Grande, el territorio al norte del Quareim, fue reconocido como parte del Imperio de Brasil, como de hecho ya lo estaba, al finalizar la "Campaña de Rivera a las Misiones Orientales", lo cual motivó un desalojo de la población. En 1853, fue refundada con el nombre de Santa Rosa de la Bella Unión del Quareim.
En el año 1929 el gobierno nacional con motivo del centenario de la campaña de las Misiones, envía un proyecto de ley a la Cámara de Senadores, en la cual establece el nombre de Bella Unión, que para aquel tiempo era una Villa. El nombre original de Santa Rosa es conservado por la parroquia de Bella Unión.

Bella Unión fue protagonista de un fuerte desarrollo con base en la explotación de caña de azúcar y de diversos productos de origen hortícola (legumbres congeladas, etc.).

## Población

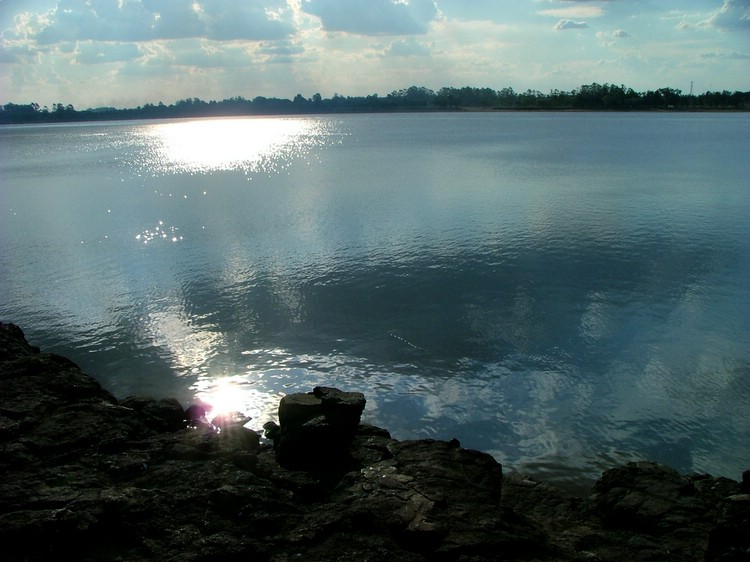
Costa del Río Uruguay.

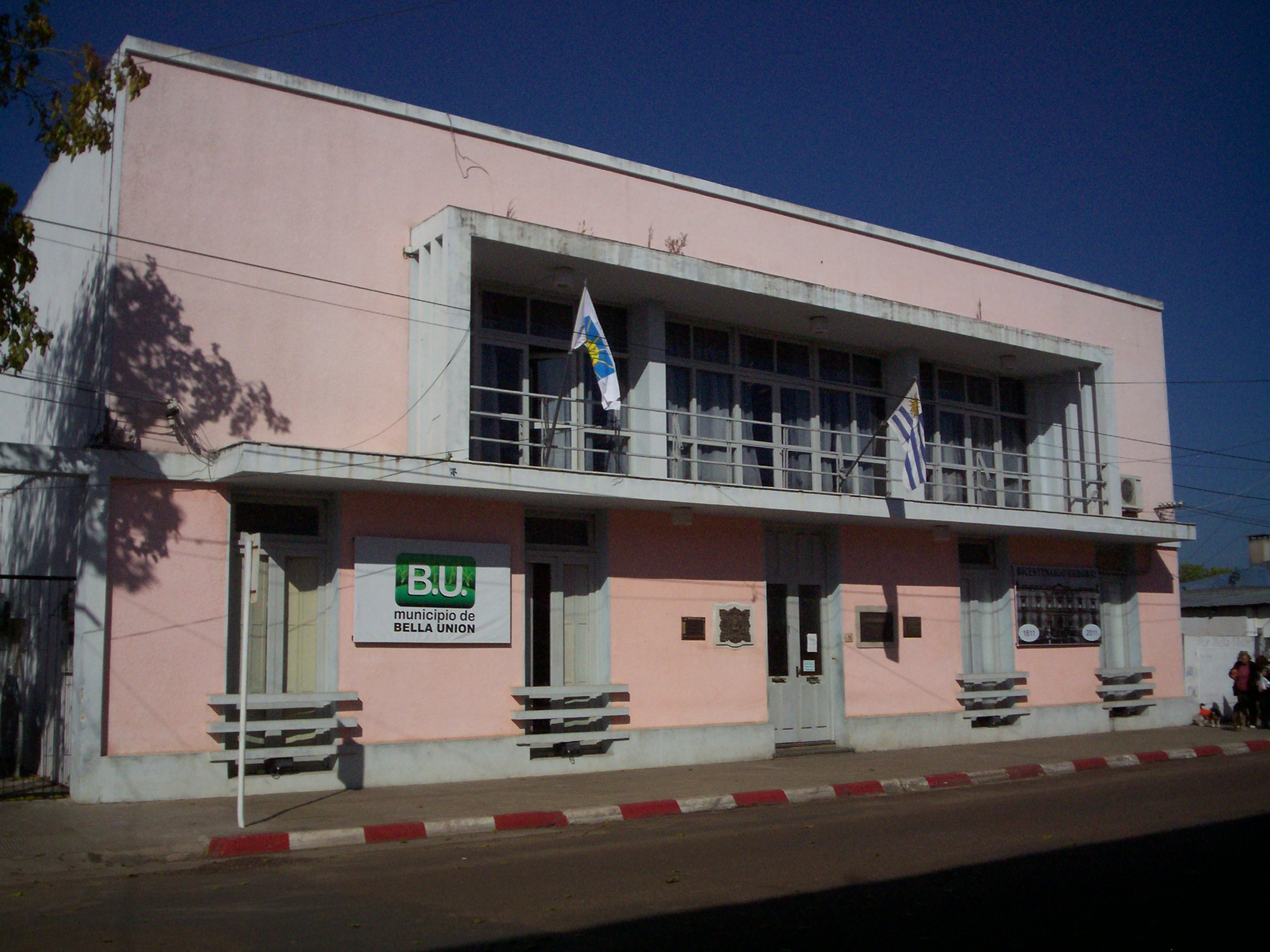
Edificio de la Municipalidad de Bella Unión.

Su población, según el censo de 2023 es de 16.166 habitantes. Se debe considerar además que en sus cercanías se han conformado barrios y centros urbanos periféricos como Franquía, Portones de Hierro y Campodónico, Coronado y Cuareim, por lo que la población de la ciudad y sus cercanías asciende a 18 456 habitantes. La densidad de la población es de 33,6 hab/km², en tanto la densidad de Artigas es de 6,2 hab/km². Un 99,3% de la población del municipio es urbana, mayoritariamente tiene ascendencia étnica europea (81%), la población afrodescendiente representa el 13,3% de la población.
| 5 414         | 4 955 | 7 778 | 12 238 | 13 537 | 13 187 | 14 700 | 16 166 |
| (Fuente: INE) |       |       |        |        |        |        |        |

## Política
En el año 2009 el Poder Legislativo de Uruguay aprobó la ley N.º 18567 de Descentralización Política y Participación Ciudadana, transformando a Bella Unión en un municipio del departamento de Artigas.
El 9 de mayo de 2010 se realizaron las primeras elecciones municipales. La Corte Electoral proclamó a William Cresseri como el primer alcalde de Bella Unión.
El 10 de mayo de 2015, fue elegido como alcalde Luis Carlos López Godoy.

## Economía

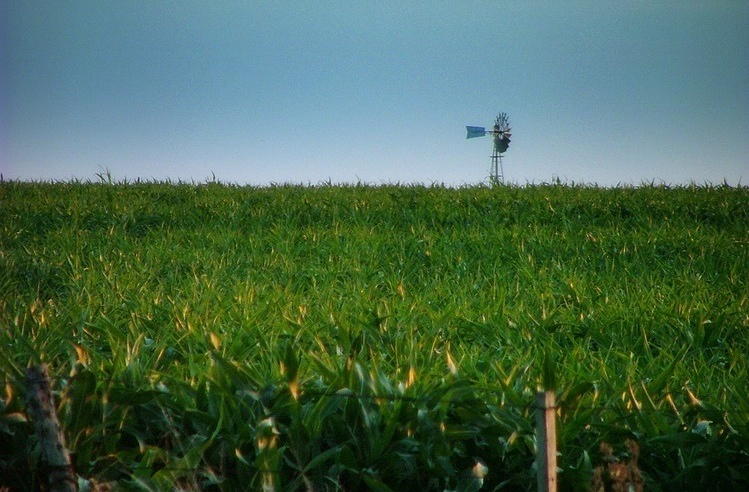
Campos en Bella Unión

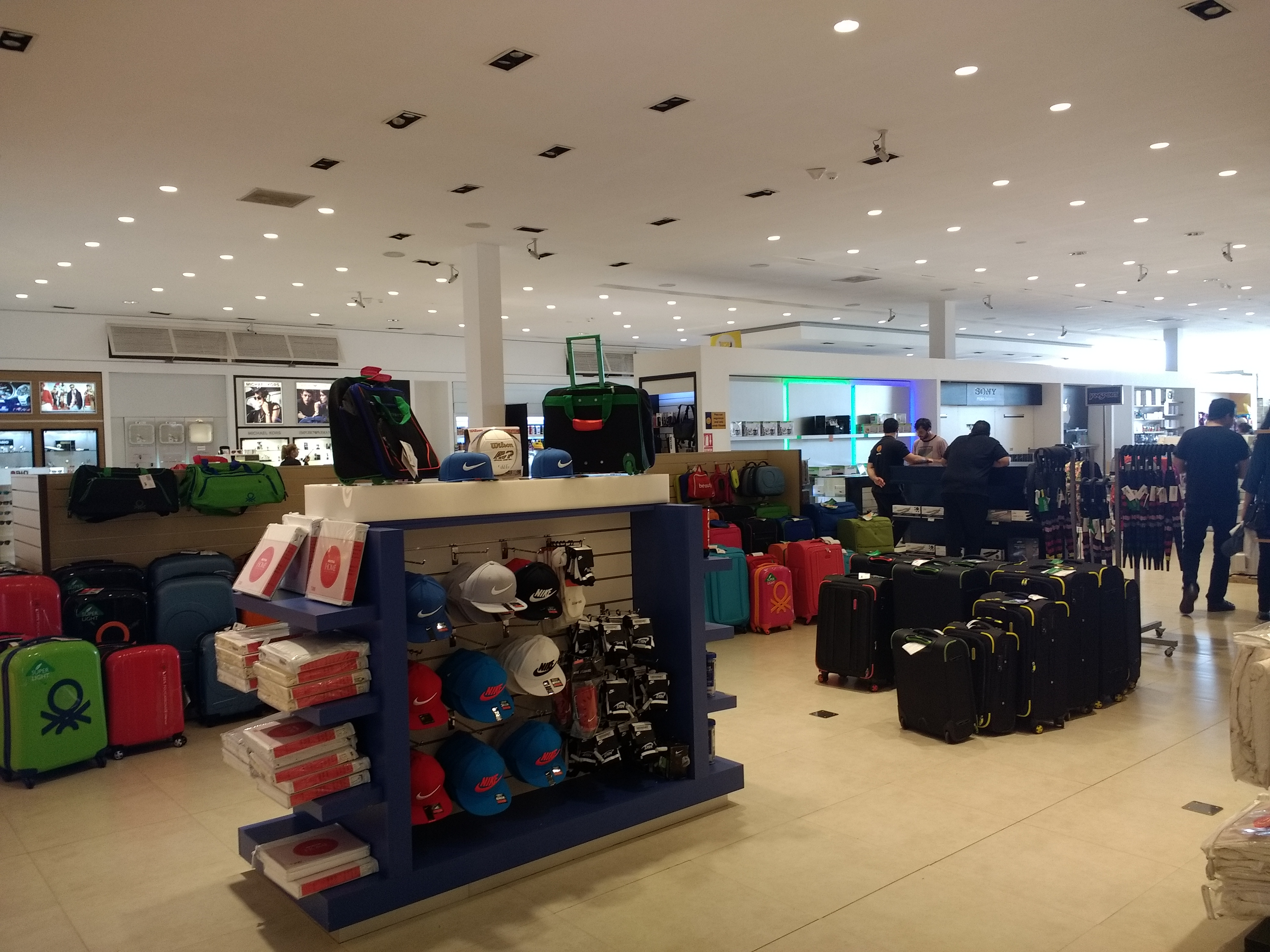
Una tienda libre de impuestos en Bella Unión

Los principales productos que se producen en la zona de Bella Unión son la caña de azúcar, las hortalizas y el arroz, además se desarrolla la vitivinicultura, y como en el resto del departamento la ganadería.
Grandes extensiones de tierra son dedicadas al cultivo de la caña de azúcar (aproximadamente 10 000 hectáreas), la que es procesada luego en la planta de ALUR-ANCAP para la producción de azúcar, biocombustibles y alimento para el ganado. 
En cuanto a la vitivinicultura existió una bodega local (CALVINOR), la cual era uno de los pocos viñedos ubicados en el norte de Uruguay. Esta ubicación excepcional, al igual que otras reconocidas áreas de producción de uvas como Mendoza y Chile, aseguraban un suelo y microclima que hacían de la región una de las mejores situadas para la elaboración de vinos finos. 
En la producción de hortalizas se destacan los producidos en campo como brócoli, zanahoria, coliflor, chauchas, maíz dulce, cultivos de hoja, entre otros. Además de los producidos en campo, están aquellas verduras cultivadas en invernáculo: morrón, tomate, y zapallito principalmente. Parte de la producción era remitida a la planta local de congelado llamada CALAGUA, y parte remitida a Montevideo.
Lamentablemente tanto CALVINOR como CALAGUA han cerrado sus puertas en los últimos años.
En la zona próxima a la ciudad existen además grandes extensiones de campo dedicado al cultivo del arroz, plantaciones que han crecido en los últimos 40 años a buen ritmo; en la zona existen varios molinos arroceros.
En el sector servicios destacan sus Free Shops, la actividad de estas tiendas genera el turismo de compras, que atrae principalmente turistas provenientes de Brasil y Argentina.
La proporción de personas con al menos una NBI es de 59,2%, valor levemente superior al promedio del departamento (54,4%), pero considerablemente superior al promedio nacional (33,8%).
Los indicadores del mercado laboral del municipio presentan una situación similar al departamento en las tasas de actividad y empleo, pero inferiores al promedio nacional. Sin embargo, la tasa de desempleo es menor tanto a la tasa departamental como a la nacional, que son muy similares. El municipio tiene una tasa de actividad de 55,5%, una tasa de empleo de 52,8% y una tasa de desempleo de 4,9% (2011).

## Turismo y sitios de interés

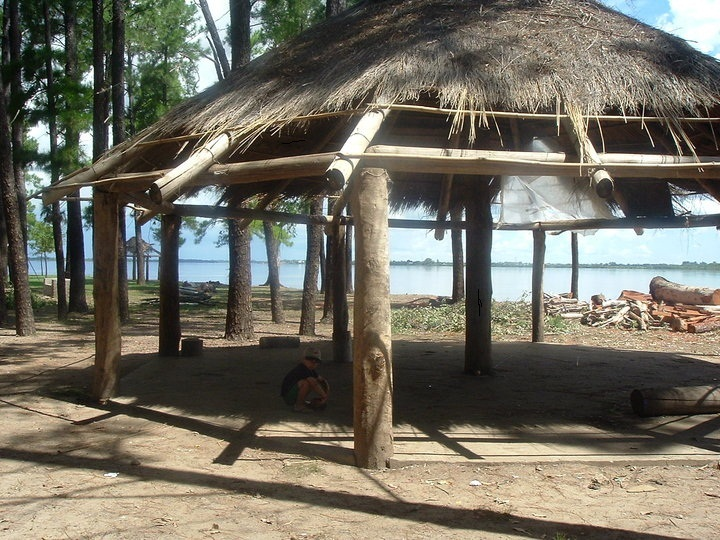
Balneario Los Pinos

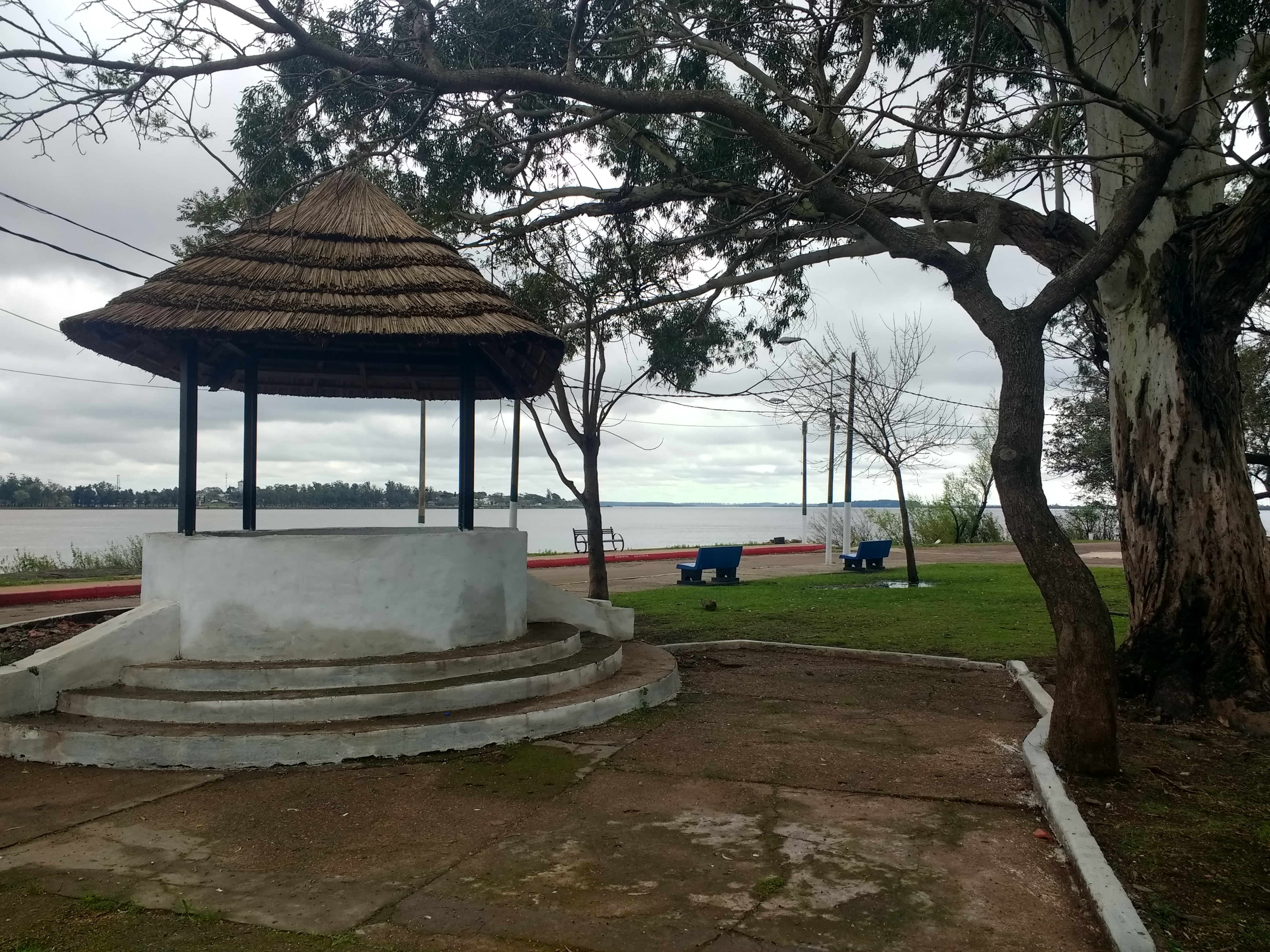
Parque Rivera

Algunos de los sitios turísticos de la ciudad y sus alrededores son:
- El Parque Rivera, un lugar de acampada, junto a la ciudad, a orillas del río Uruguay, cuenta con parador y área para practicar deportes.

- El Balneario los Pinos, sobre la costa del río Uruguay, a 6 km al norte de la ciudad, tiene una vasta franja de playa de arena y canto rodado, amplia forestación de pinos, parrilleros y parador habilitado todo el año.

- Museo Indígena Santa Rosa del Cuareim, creado por iniciativa privada, es uno de los museos indígenas más completos del país.[8]

- Los Free Shops; instalados en la ciudad, muy concurridos por excursiones de turistas brasileños y argentinos que llegan a la ciudad; el último de estos free shops fue inaugurado en 2017, actualmente existen 6 y 1 en procesó de construcción.[9][10]

- El Área de protección ambiental Rincón de Franquía; se ubica muy próximo y al norte de la ciudad de Bella Unión, en la confluencia de los ríos Uruguay y Cuareim. Se trata de una zona que forma parte de la planicie de inundación de los ríos Uruguay y Cuareim, con albardones y lagunas marginales, dónde se encuentra un bosque ribereño que preserva una flora y fauna con influencia paranaense, restringida a unas pocas zonas de Uruguay. En el lugar se han registrado 223 especies de aves, 15 especies de mamíferos, así como 21 especies de anfibios y 14 de reptiles. Esta área es una de las Áreas de Importancia para la Conservación de Aves (IBA por sus siglas en inglés), y además desde 2013 forma parte del Sistema Nacional de Áreas Protegidas de Uruguay (SNAP).[11][12]

El carnaval está influenciado por el carnaval brasileño (al igual que el de Artigas) y en el mismo cada escuela de samba presenta carros alegóricos, passistas, maestro de sala y porta bandera, una batería y un samba enredo cantado en español a diferencia del carnaval artiguense que es cantado en portugués. 
En los desfiles actualmente se presentan "Bloco La Jeringa", "Comparsa Los Cardenales" y cuatro escuelas de samba que anualmente compiten por el título de campeona, ellas son "Escuela de Samba Titanitos", "Escuela de Samba Irupé" "Escuela de Samba Fantasía" y "Escuela de Samba Rítmicos del Samba" (actual campeona 2025). Anteriormente desfilaba la "Escuela de Samba Titanes" llamada la "Decana" por haberse fundado en el año 70 y haber desfilado anualmente por más de 40 años desde su fundación y reconocida por haber desfilado en la ciudad de Montevideo y en Artigas capital. El último desfile de dicha escuela fue en 2015. Dicha fiesta se realiza anualmente en la Avenida Gral. José G. Artigas. 

Existen expectativas e intereses para aprovechar el turismo regional en torno a la actividad termal y la posibilidad de un parque trinacional de reserva ecológica en el trifinio.

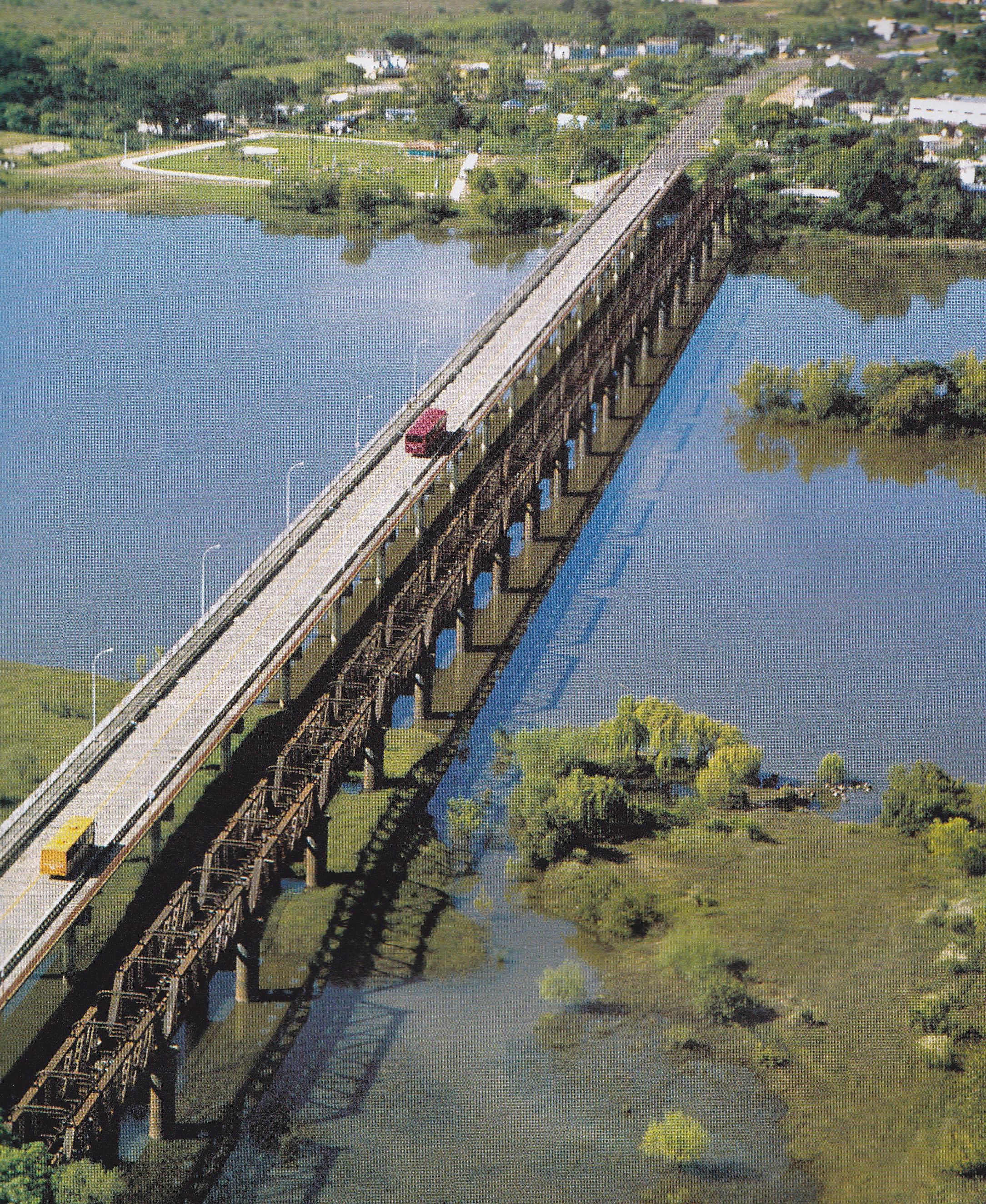
Puente Internacional Bella Unión - Barra do Quaraí

## Comunicaciones
Bella Unión se encuentra unida por el Puente Internacional Bella Unión - Barra do Quaraí (carretero y ferroviario), con la ciudad brasileña de Barra de Cuareim, atravesando el río Cuareim, en cercanías de su desembocadura con el río Uruguay.
Actualmente se discute y planifica la creación de un puente sobre el río Uruguay uniendo a las ciudades de Bella Unión y Monte Caseros.
Con el resto del país la ciudad está conectada a través de 2 rutas nacionales:
- Ruta 3: nace en Bella Unión transcurriendo por varias capitales departamentales como son: Salto, Paysandú, Trinidad, San José; finalizando en la ruta 1, conecta a Bella Unión con Montevideo.

- Ruta 30: nace en la ruta 3 a 22 km de Bella Unión, transcurre en dirección oeste-este atravesando el departamento conectando dicha ciudad con la capital del departamento la ciudad de Artigas.

Cuenta también con la vía férrea que llega desde Montevideo pasando por Salto y Paysandú; al ingresar al departamento envía un ramal a Bella Unión por el cual se comunica con un ramal internacional con Barra de Quarai. El otro ramal llega a la ciudad de Artigas. Desde el año 1986 la vía férrea en Artigas se encuentra clausurada.

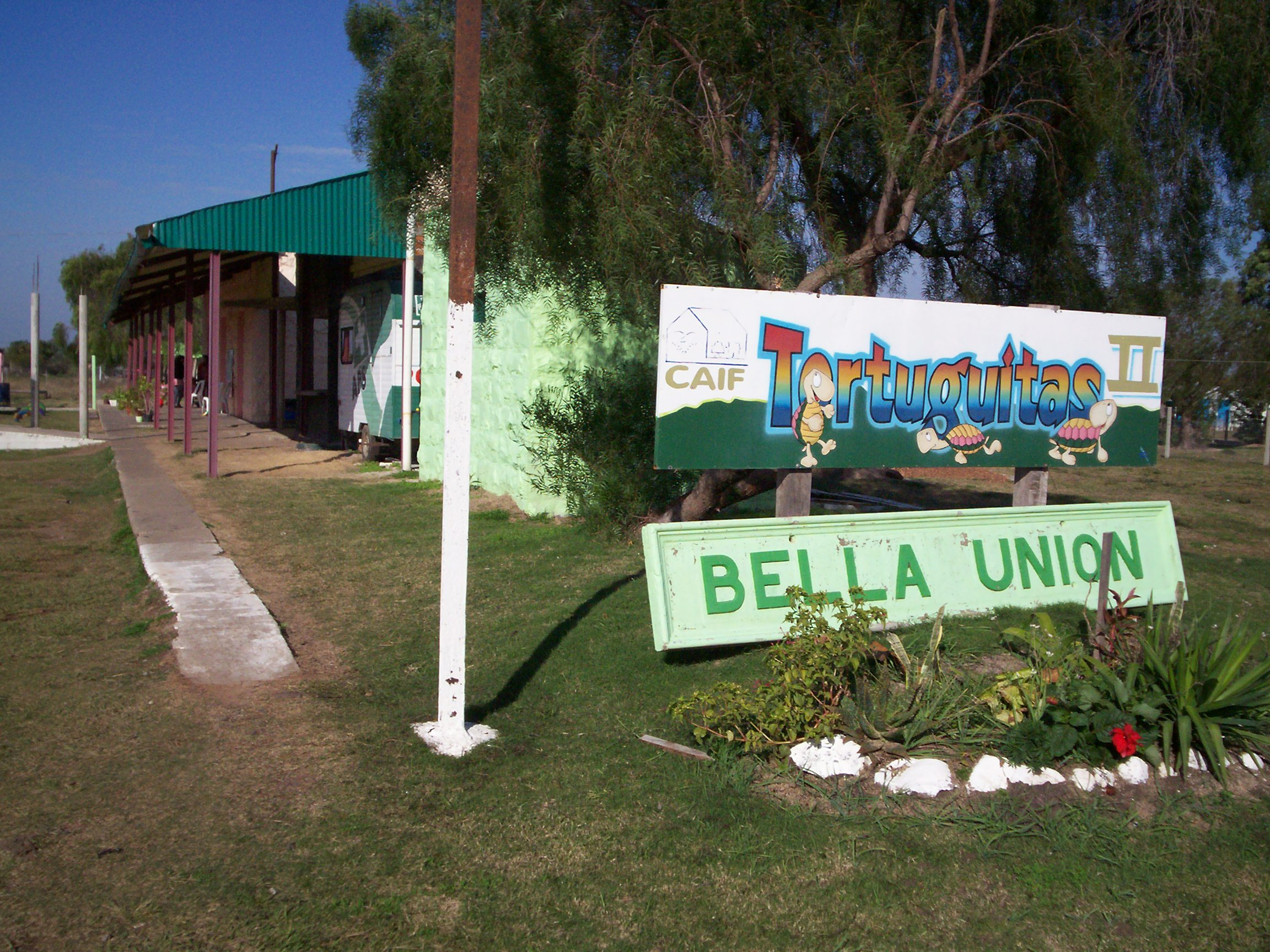
Antigua estación ferroviaria de Bella Unión, hoy jardín de infantes.

## Servicios

### Educación

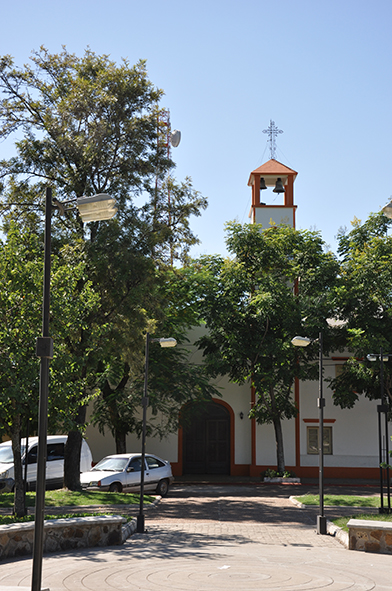
Iglesia Católica

El 3,1% de la población de 15 años y más del municipio es analfabeta. A su vez, la tasa neta de asistencia (TNA) a educación primaria, es muy similar a la departamental, y ambas mayores a la del total país. Sin embargo, la TNA a educación media es menor tanto a la TNA departamental, como nacional. El municipio tiene una TNA a educación primaria de 93,5%, mientras que la nacional es 93,6%. Para educación media, la TNA es de 63,1% para el municipio y 65,5% para el departamento.
A nivel secundario la ciudad cuenta con 2 liceos públicos: el Liceo Nº 1 fundado en 1944, que cubre el ciclo básico, y el Liceo Nº 2 que cubre el segundo ciclo de educación secundaria y que fue inaugurado en el año 2000.
También cuenta con una Escuela Técnica Industrial perteneciente al Consejo de Educación Técnico Profesional (CETP).
A nivel primario, cuenta con varias escuelas, entre las que se encuentran, N.º 3, 19, 76, 79, 84, 86, 89 y las de Tiempo Completo, N.º 20, 81 y 92, esta última inaugurada en 2014.
También se cuenta con el Centro de APJEBU que imparte educación especial.

### Cultura
La ciudad cuenta con una biblioteca municipal llamada "Atilio Ferrandis", y un museo de carácter privado Museo "Santa Rosa del Cuareim", la "Sala de exposiciones temáticas temporarias" que pertenece a la Comisión Pro Museo, el Cine-Teatro "Norte" donde se desarrollan diversas actividades.
Diferentes grupos que pertenecen a las diversas ramas de la cultura integran la lista de agente culturales: Foto Club, Coros "Canto Nuestro" y "Abuelos del Norte" (a cargo del Téc. Claudio Sequeira), etc.

### Salud
En este ámbito, Bella Unión cuenta con un hospital público dependiente de ASSE, que desde 2011 cuenta con un block quirúrgico de referencia en el norte del país. Este hospital además atiende las consultas de urgencias y emergencias de la cercana localidad brasileña de Barra do Quaraí. De esta forma este centro atiende alrededor de 25.000 usuarios.

## Personajes locales destacados
- María Orticochea, educadora.
- Venancio Ramos, futbolista, delantero.
- Rubén Beninca, futbolista, mediocampista.
- Yeferson Quintana, futbolista, defensor.

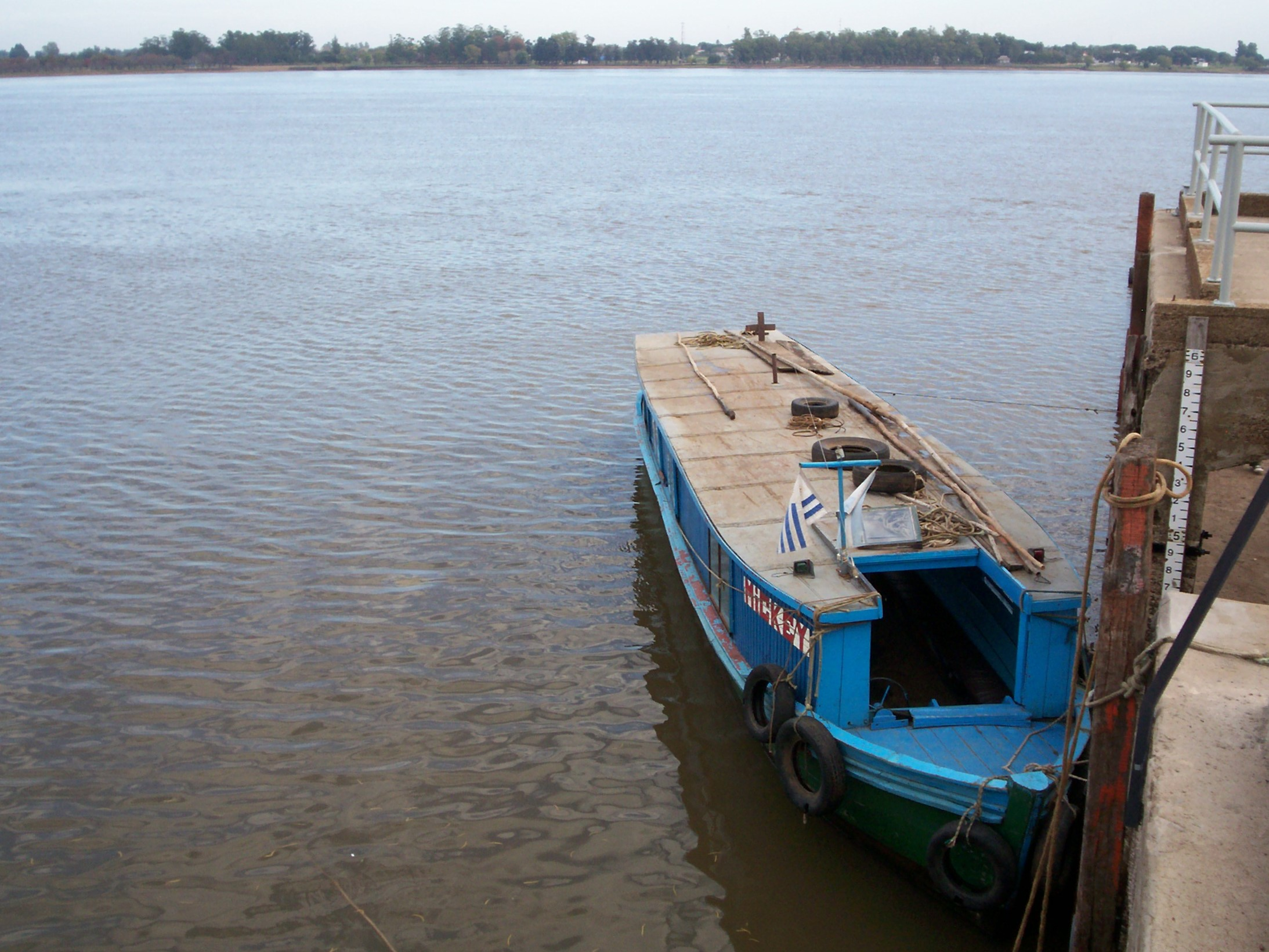
Servicio de lancha que cruza el río Uruguay, desde Bella Unión (Uruguay) a Monte Caseros (Argentina).

## Medios de comunicación

### Televisión por aire y cable
La ciudad cuenta con 2 canales de aire:
- Televisión Nacional de Uruguay, canal público estatal (se sintoniza como canal 12).
- Canal 10 Telediez (Bella Unión), retransmite la programación de La Red.

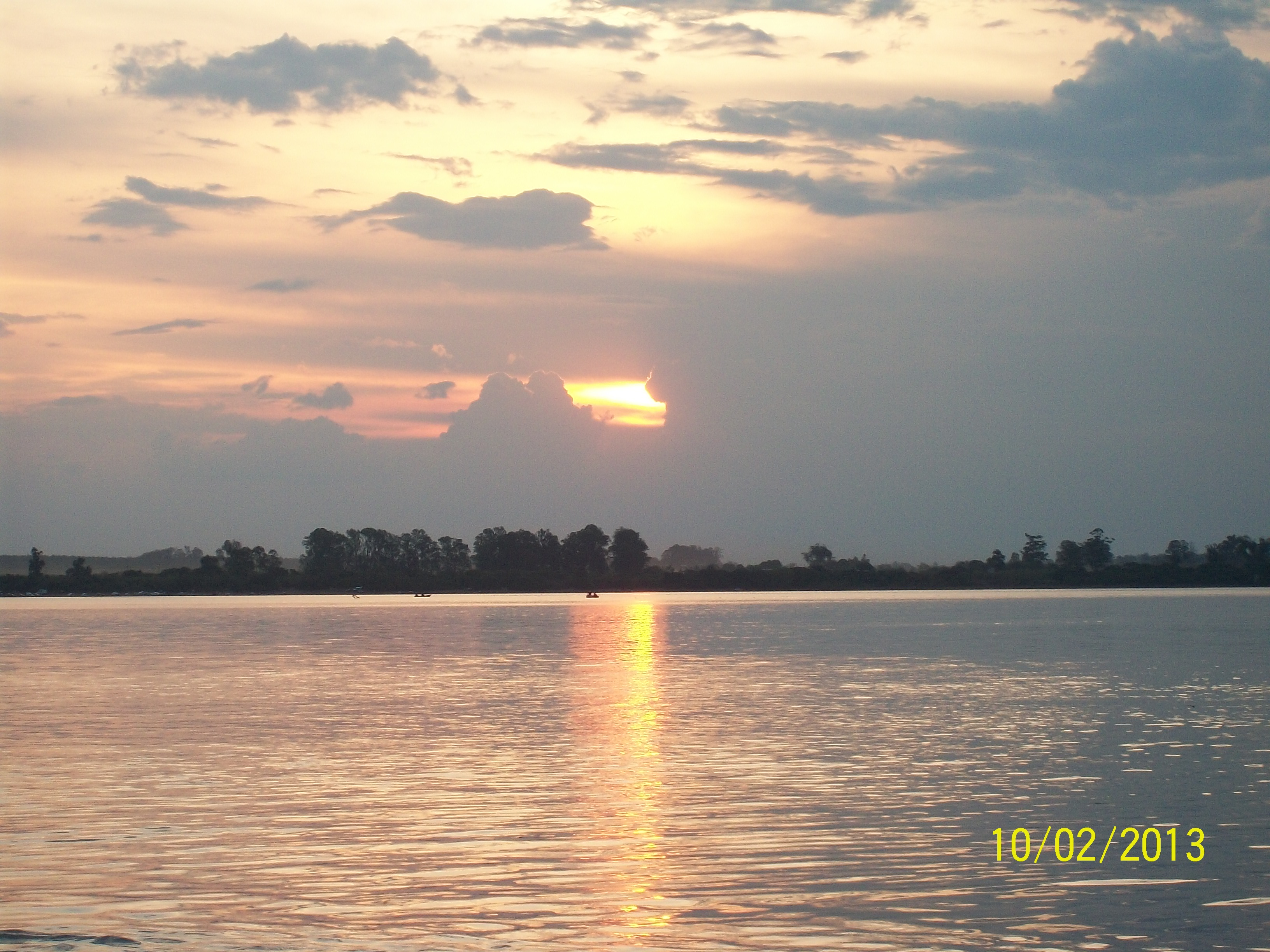
Río Uruguay a la altura de Bella Unión

A su vez brinda servicio la siguiente operadora de televisión por cable:
- Cable Visión (Bella Unión, Tomás Gomensoro y Baltasar Brum)

### Radio
La emisora que transmite en AM es:
- CW-125 Radio Bella Unión 1250 kHz (Bella Unión)

Las emisoras que transmiten en FM son:
- CX-279A Universo Uruguay FM 103.7 MHz (Bella Unión)
- CX-288 Stereo Norte FM 105.5 MHz (Bella Unión)
- CX-221A Milenio FM 92.1 MHz (Bella Unión)
- CX-261B Radio Uruguay FM 100.1 MHz (Bella Unión)

## Véase también

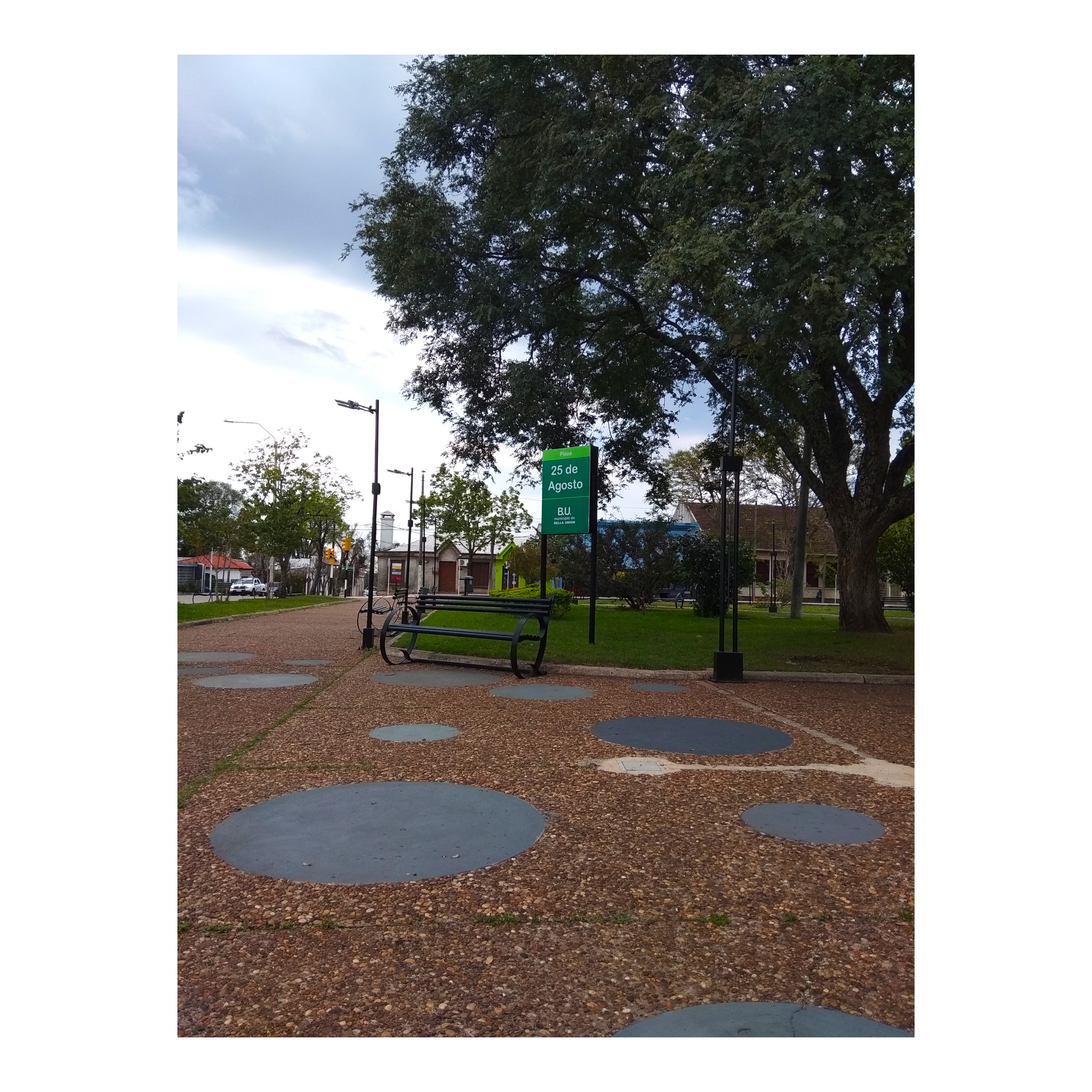
Plaza 25 de Agosto